# パブリック・エナミー
パブリック・エナミー（Public Enemy、PEとしても知られる）は、ニューヨークのロングアイランド出身の社会派ヒップホップ・グループである。政府などの権威を批判する歌詞や、アメリカの政治・社会問題に言及することでも知られている。
「ローリング・ストーンの選ぶ歴史上最も偉大な100組のアーティスト」において、第44位にランクされた。

## 歴史
1985年 、チャックDのフリースタイルがリック・ルービンに見いだされ、その頃はまだ形成期にあったデフ・ジャム所属のグループとしてパブリック・エナミー（以下、PE）は結成された。
1987年、デビュー・アルバム『YO!BUM ラッシュ・ザ・ショウ』を発表した。さらに1988年、シングル「Don't Believe the Hype」を含むセカンド・アルバム『パブリック・エナミーII (It Takes a Nation of  Millions to Hold Us Back)』を発表し、前作より好調なアルバム・チャート・アクションを獲得した。またPEは「ザ・グラント」「ブロウ・ユア・ヘッド」などJBsの曲を元ネタに使用している
彼らはさらに、1990年にサード・アルバム『フィアー・オブ・ア・ブラック・プラネット』をリリース。このアルバムは、2008年現在、彼らのアルバムの中で最も売れたアルバムであり、アメリカ国会図書館の重要保存録音物として永久保存されている。収録されているシングル曲には、救急車が黒人地区においては、白人地区よりも遅く到着することを批判した「911 is a Joke」や、PE自身のことを歌ったと考えられている「Fight the Power」がある。この曲はスパイク・リーが監督した映画『ドゥ・ザ・ライト・シング』のテーマ曲でもあった。
パブリック・エナミーはニュースクール・ラップのルーツだった。例えばターミネーターXは、「Rebel Without A Pause」で聴くことができるように、スクラッチをより洗練されたテクニックに昇華させたし、プロデューサーユニットのボム・スクワッド（The Bomb Squad）は斬新なサンプリングやビートを提示した。批評家のスティーヴン・トーマスは「（PEは）プロデューサーチームのボム・スクワッドを通じてフリー・ジャズやハードファンク、さらにはミュジーク・コンクレートの要素さえも取り込んで、前例のないようなぎっしりとした凶暴なサウンドを作り上げた」と評した。また、ラップの面においても、PEは政治的・社会的あるいは文化的な意識を、歌詞にのせた。
PEは、世界ツアーを敢行した最初のラップ・グループでもあり、その結果、ヨーロッパやアジアのヒップホップ・コミュニティーの中で大きな人気と影響力を持つようになった。また、アルバムをMP3フォーマットで（この形式がほとんど知られていなかった頃に）リリースした最初のミュージシャンであり、インターネット経由の音楽配信の可能性を切り開いた。
1991年、PEはニューヨークのスラッシュメタル・バンド、アンスラックスとの競演によって、メタルとヒップホップを融合させた。このコラボレーションによって、ラップとロックの融合が進んだ。また、人種が異なる2つのグループは共同ツアーも行った。フレイヴァー・フレイヴは、「奴らはこのツアーが実現することはないだろうと言ったんだ」（アンスラックスのアルバム『ライヴ!!〜アイランド・イヤーズ』で確認可能）と発言した。
パブリック・エナミーが結成される前、チャックDは当時働いていたラジオ局WBAUの宣伝と、彼にバトルを挑んできたラッパーを受け流すためのテープを作った。彼は地元のシーンの人々に虐げられているように感じていたので、そのテープを「パブリック・エナミー #1」と名づけた。これが、チャックDの曲の中において「パブリック・エナミー」についての最初の言及である。このシングルは、PE結成前にもかかわらず、ファレイヴァー・フレイヴの協力を得て制作されている。
人気は落ちたが、PEはパフォーマンスや創作を続けている。ターミネーターXは早めの引退をして、アトランタ出身のDJロードがグループのメインDJになった。チャックDとプロフェッサー・グリフはファンク・ロックバンド、コンフロンテーション・キャンプ (Confrontation Camp)のメンバーも務めている。チャックDの講義「ラップ、人種、現実と技術」は彼が参加しているグループ、ファイン・アーツ・ミリティア（Fine Arts Militia）のアルバム『Fine Arts Militia』（別名『We Are Gathered Here』）の歌詞のもとになった。
2004年にフレイヴァー・フレイヴはリアリティショー『The Surreal Life』と『Strange Love』に出演したが、彼の描写はファンや他のバンド・メンバーの間で大きな議論の的になった。多くのファンやチャックD自身がフレイヴァーの子供たちや前妻に対する不当な行動についておおっぴらに批判した。
フレイヴァーは、イギリスのリアリティショー『The Farm』にも出演し、その後、VH1の番組『Flavor of Love』にも出演している。奇妙なことだが、（おそらく、すべての種類の音楽に対するリスペクトの証として）PEは結局のところ中止になったハードコアとヘヴィメタルのロック・フェス「ヘルフェスト'05」に出演し、ビトウィーン・ザ・ベリード・アンド・ミー、エド・ゲイン、フロム・ア・セカンド・ストーリー・ウインドウ、アイオン・ディソナンス、ピッグ・デストロイヤー、サフォケイションらと共演する予定だった。
2005年9月にフレイヴァーはPEに戻り、ハリケーン・カトリーナに対する政治的な（特にブッシュ政権の）問題を批判した「Hell No We Ain't All Right」を録音した。2006年年頭には、パリスによってプロデュースされた15曲を含む最新作『リバース・オブ・ア・ネイション』がリリースされた。2013年には、PEはロックの殿堂入りを果たした。

## 論争
PEは、戦闘的なブラックパワー運動のS1W（Security of the First World）と連携していることでも有名である。また、メンバーのプロフェッサー・グリフは反ユダヤ発言（世界の邪悪な出来事は全てユダヤ人が起こしている）などの発言をおこなった。彼は反ユダヤ主義を否定し発言を謝罪したが、批判はやまずグループから追放された。PE自体もFBIによる議会へのレポート「ラップミュージックとその国家安全保障への影響」に挙げられることになった。こういった出来事やシングル曲「Swindler's Lust」の内容が原因で、PEは反中傷連盟（Anti-Defamation League）から批判されることになる。しかし、PEやファンの大部分はホロコーストを矮小化する意図はなく、奴隷制度がホロコーストに比肩するものであることを主張しただけだと弁護している。
さらに、あまり批判の的にはなっていないが、リーダーのチャックDはファイル共有ソフトの積極的な支持者であり、それによって音楽は生き続け、最終的にはより多くのアーティストを助けることになるだろう、と主張している。

## メンバー

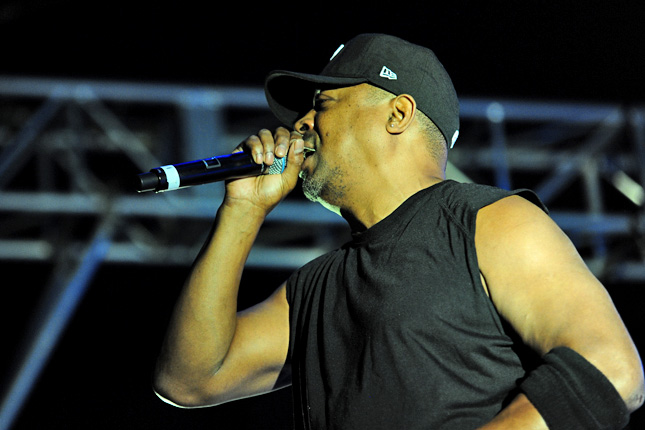
チャックD

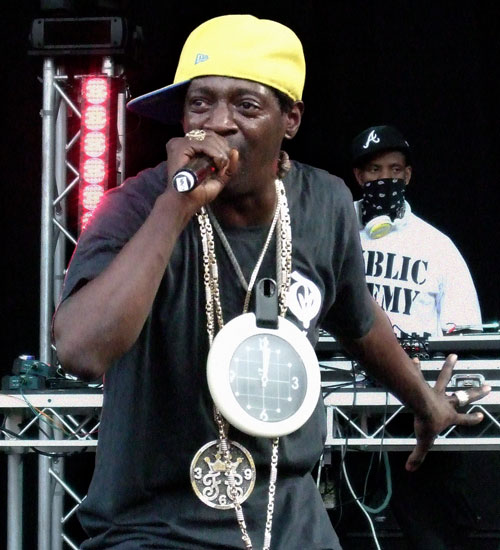
フレイヴァー・フレイヴ

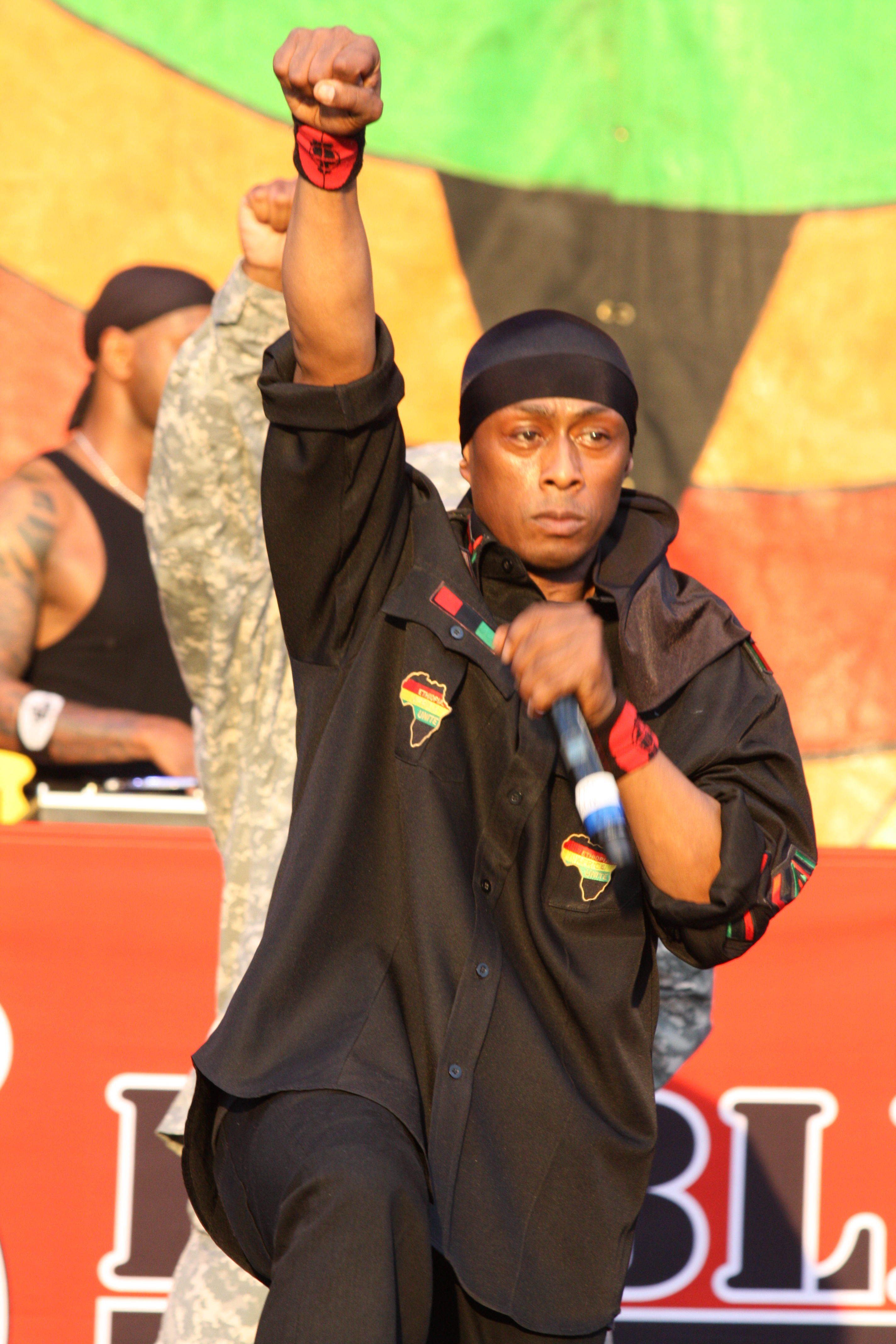
プロフェッサー・グリフ

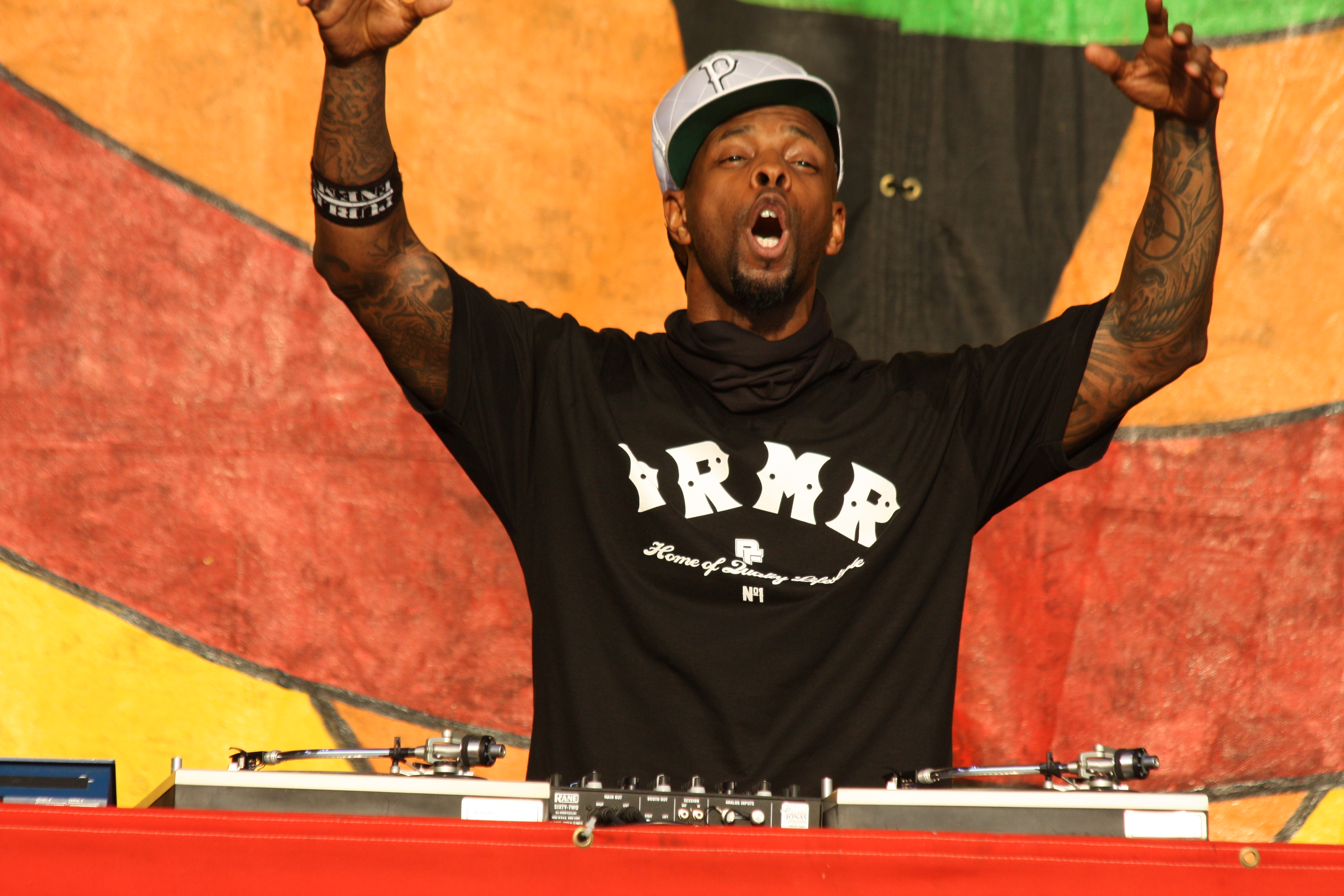
DJロード

### 最新メンバー
- チャックD (Chuck D) – MC
  - 本名：カールトン・ライデンアワー
  - グループリーダー、作詞、メインボーカル、アートワーク
  - 1960年8月1日生まれ
- フレイヴァー・フレイヴ (Flavor Flav) – ハイプマン、マルチ奏者
  - 本名：ウィリアム・ジョナサン・ドライトン・ジュニア
  - 作詞、ボーカル、盛り上げ役、息抜き役
  - 1959年3月16日生まれ
- サミー・サム (Sammy Sam) – MC、音楽プロデューサー
- DJロード (DJ Lord) – DJ
  - 本名：ロード・アスワッド
- カーリ・ウィン (Khari Wynn) – リード・ギター、音楽監督、MD、AMD
- S1W
  - Brother James (James Norman)
  - Brother Mike (Michael Williams)
  - James Bomb (James Allen)
  - The Interrogator (Shawn K. Carter)
  - Big Casper (Tracy D. Walker)
  - Pop Diesel (John Butch Oliver)

### 旧メンバー
- ターミネーターX (Terminator X)
  - 本名：ノーマン・ロジャース
  - DJ、プロデューサー
  - 1966年8月25日生まれ
- プロフェッサー・グリフ (Professor Griff)
  - 本名：リチャード・グリフィン
  - S1Wリーダー、ロードマネージャー、フレイヴァー・フレイヴの焚き付け、ライブでのドラムス
  - 1960年8月1日生まれ
- DJ Johnny "Juice" Rosado
- Sister Souljah

### ボム・スクワッド (プロデュース・グループ)
パブリック・エナミーの多くの作品を手掛け、ときにグループの一部と考えられているプロデュース・グループである。
- ハンク・ショックリー
  - 本名：ハンク・ボクスリー
- キース・ショックリー
- エリック・"ベトナム"・サドラー
- Gary G-Wiz

チャックDは、本名を省略した"カール ライダー"という別名で、ボム・スクワッドの一員としてリストアップされる。

## ディスコグラフィ

### スタジオ・アルバム
- 『YO!BUM ラッシュ・ザ・ショウ』 - Yo! Bum Rush the Show (1987年)
- 『パブリック・エナミーII』 - It Takes a Nation of Millions to Hold Us Back (1988年)
- 『フィアー・オブ・ア・ブラック・プラネット』 - Fear of a Black Planet (1990年) ※旧邦題『ブラック・プラネット』
- 『アポカリプス91』 - Apocalypse 91... The Enemy Strikes Black (1991年) ※旧邦題『黙示録 91』
- 『ミュージック&アワ・メッセージ』 - Muse Sick-n-Hour Mess Age (1994年)
- 『ポイズン』 - There's a Poison Goin' On (1999年)
- 『レヴォルヴァルーション』 - Revolverlution (2002年)
- 『ニュー・ホワール・オウダー』 - New Whirl Odor (2005年)
- 『ビーツ・アンド・プレース』 - Beats And Places (2006年)
- How You Sell Soul to a Soulless People Who Sold Their Soul??? (2007年)
- 『モースト・オブ・マイ・ヒーローズ・スティル・ドント・アピアー・オン・ノー・スタンプ』 - Most of My Heroes Still Don't Appear on No Stamp (2012年)
- 『ジ・イービル・エンパイア・オブ・エブリシング』 - The Evil Empire of Everything (2012年)
- Man Plans God Laughs (2015年)
- Nothing Is Quick in the Desert (2017年)
- Loud Is Not Enough (2020年) ※エナミー・ラジオ（Enemy Radio）名義
- 『ホワット・ユー・ゴナ・ドゥ・ホエン・ザ・グリッド・ゴーズ・ダウン?』 - What You Gonna Do When the Grid Goes Down? (2020年)

### コラボレーション・アルバム
- 『リバース・オブ・ア・ネイション』 - Rebirth of a Nation (2006年) ※with パリス

### リミックス・アルバム
- 『ブリング・ザット・ビート・バック』 - Bring That Beat Back (2006年)
- 『リミックス・オブ・ア・ネーション』 - Remix of a Nation (2007年) ※with パリス

### ライブ・アルバム
- It Takes a Nation: The First London Invasion Tour 1987 (2005年)
- MKL VF KWR - Revolverlution Tour Manchester UK 2003 (2006年)
- Fight the Power: Greatest Hits Live (2007年)

### サウンドトラック・アルバム
- 『HE GOT GAME』 - He Got Game (1998年)

### コンピレーション・アルバム
- 『グレイテスト・ミッシズ』 - Greatest Misses (1992年)
- 20th Century Masters – The Millennium Collection: The Best of Public Enemy (2001年)
- 『ザ・ベスト1000 パブリック・エネミー』 - Classic Public Enemy (2001年)
- Power to the People and the Beats: Public Enemy's Greatest Hits (2005年)
- Planet Earth: The Rock and Roll Hall of Fame Greatest Rap Hits (2013年)

### ビデオ/DVD
- PETV Mega Live (1989年)
- Fight the Power Live (1990?年)
- Tour of a Black Planet (1991年)
- Enemy Strikes Live (1992年)
- ライヴ・フロム・ハウス・オブ・ブルースLive from House of Blues (2001年)
- It Takes a Nation: London Invasion 1987 (2005年)

## 関連作品
- ターミネーターX Terminator X & The Vally Of The Jeep Beats (1991年)
- プロフェッサー・グリフ Pawns in the Game (1991年)
- プロフェッサー・グリフ Kao's II Wiz-7-Dome (1991年)
- サウンドトラック Trespass (1992年)
- プロフェッサー・グリフ Disturb N Tha Peace (1992年)
- サウンドトラック CB4 (1993年)
- サウンドトラック モー・マネーMo' Money (1993年)
- ターミネーターX Superbad (1994年)
- チャックD Autobiography Of Chuck D (1996年)
- プロフェッサー・グリフ Blood of the Profit (1998年)
- Confrontation Camp Objects in Mirror Are Closer Than They Appear (2000年)
- プロフェッサー・グリフ And the Word Became Flesh (2001年)
- The Impossebulls Slave Education (2004年)